# Levelwood
Levelwood ist ein Distrikt und eine gleichnamige Ansiedlung auf St. Helena. Der Distrikt Levelwood hat 342 Einwohner (Stand 2021) auf einer Fläche von 14,76 Quadratkilometern.
Die meisten Einwohner von Levelwood sind Zeugen Jehovas. Es ist der einzige Distrikt, in dem sich keine anglikanische Kirche befindet. In der Anfang der 1990er Jahre geschlossenen Schule befindet sich heute das Gemeindehaus.
Historisch bedeutsam ist das ca. 1795 errichtete Haus Rock Rose.
Die letzten Häuser im Distrikt wurden erst 2009 an das öffentliche Stromnetz angeschlossen. Der Flughafen St. Helena liegt teilweise auf dem Gebiet von Levelwood.
Im Distrikt Levelwood befindet sich der Bellstone, ein Felsblock aus Trachyandesit, der beim Anschlagen wie eine Glocke klingt.

## Christliche Konfessionen in Levelwood
Zeugen Jehovas
- Kingdom Hall

Diözese St Helena der Anglican Church of Southern Africa
- Kirchengemeinde Levelwood, kein eigenes Kirchengebäude